# Patíssia
Patíssia (en grec moderne : Πατήσια) est le quartier qui s'étend sur 3,5 km (jusqu'à 5 km) au nord d'Athènes. Il se divise en deux quartiers : Áno Patíssia (Patíssia-le-haut) et Káto Patíssia (Patíssia-le-bas). Au XIXe siècle Patíssia était une commune distincte d'Athènes, avec une population de 847 habitants, selon le recensement de 1879.